# Bachmann Industries
Bachmann Industries (Бахман Індастріз) — американська фірма-виробник іграшок, нині найбільш відома своїми товарами залізничного моделізму, що випускаються з 1968 року. Заснована у 1833 році Генрі Карлайлом, є лідером з обороту на світовому ринку даної індустрії. Входить до концерну Kader.
Bachmann Industries випускає моделі в масштабах «H0» (з 1970) і «N» (з 1968). Штаб-квартира фірми розташовується в м. Філадельфія, а її завод — в Китаї.